# Guerre Ashanti-Akim-Akwapim
La guerre Ashanti-Akim-Akwapim, également connue sous le nom d'invasion Ashanti de la Côte de l'Or, est le conflit d'expansion qui oppose l'empire ashanti contre l'alliance des tribus Akyem et Akuapem se déroulant de 1814 à 1816. L'objectif ashanti est de maîtriser un accès commercial à la Côte de l'Or. Durant le conflit, la confédération Fanti est également impliquée car elle héberge les troupes ennemies. Cette guerre marque un important point de départ pour les relations avec l'Empire britannique car les armées asante assiègent Cape Coast et son fort, poussant les Britanniques à considérer l'établissement d'un traité diplomatique. 

## Déroulement
En 1814, l'Asantehene (roi Ashanti) Osei Bonsu fait de la maîtrise de l'accès à la Côte de l'Or une priorité. En effet, les tribus Akyems et Akuapem perturbent le commerce en refusent toujours de se soumettre à la suite de la défaite de l'invasion ashantie de 1811. Il envoie un détachement militaire de 12.000 hommes dirigés par son nouveau général militaire, Amankwa, afin d'attaquer les Akyems. En parallèle, il envoie une plus petite armée sous les ordres d'Appia Dunkwa en direction de Winneba afin d'éviter que son chef, Kwadjo Kuma, ne parvienne à fuir,.
En conséquence, les tribus Akyems et Akuapem s'allient afin de se défendre. Leurs forces se retirent avant l'arrivée du général Amankwa tandis que le chef Kwadjo Kuma parvient à couper les voies de ravitaillement de l'armée principale. Ils s'affrontent à Egwah-Aru. La bataille s'achève, au bout de six heures, par la défaite des coalisés,.
L'armée d'Amankwa se rend alors à Accra et dans ses environs et s'y installe durant un an pour extorquer les marchands qui transitent, même ceux alliés aux ashantis.
Malgré le mécontentement des marchands, Osei Bonsu interdit à son général de revenir à Kumasi sans les têtes des deux principaux chefs Akyem et Akuapem : Kwadjo Kuma et Kwow Saffatchi,.
En parallèle, la petite armée dirigée par Appia Dunkwa pille les villes de Winneba et Baraku. Ils attaquent également les petits États côtiers fantis. Cependant, le commandant Appia Dunkwa meurt lors d'un raid au sud du Pra.
Sous les ordres d'Osei Bonsu, les deux armées finissent par se réunir afin d'entamer la traque des deux principaux chefs Akyem et Akuapem. Cette stratégie provoque la fuite de nombreuses populations. Ainsi, plus de 4000 réfugiés sont mentionnés au Fort de Cape Coast. Le conflit s'étend alors et implique également la confédération Fanti, impliquant dès lors la ville de Cape Coast.
En mars 1816, le gouverneur de Cape Coast, J. Hope Smith, fait parvenir un drapeau de trêve au général ashanti et les informe de l'absence des chefs ennemis à Cape Coast. L'armée ashanti lève le camp et prend la direction de l'est et le conflit s'achève lorsque les deux chefs Akyem et Akuapem sont retrouvé, peu de mois après. Vers Accra, à Nkum, Kudjo Kuma se retrouve encerclé par les forces asantes et se suicide pour ne pas être capturé vivant tandis que Kwow Saffatchi se fait trahir et tuer par son frère.

## Conséquences
Les différentes tribus Akyems et Akuapem se soumettent à l'Empire ashanti en devenant des États tributaires. L'invasion permet aux ashanti d'avoir un accès maîtrisé à la Côte de l'Or et pose les bases des relations diplomatiques avec les Britanniques. La trêve avec Cape Coast permet notamment l'établissement d'un accord commercial prévoyant des garanties pacifiques, ainsi que le soutien du roi Ashanti contre les États alliés à Elmina. L'accord prévoit également la mise en place d'un gouverneur Britannique à Kumasi. Ce premier traité, signé par le roi Osei Bonsu et Thomas Edward Bowdich, le 7 septembre 1817, représente également une reconnaissance de la légitimité territoriale ashanti. 
Ce conflit fait partie des premières batailles qui impliquent les Britanniques et mènent aux guerres anglo-ashanti. 
Après la guerre et avec l'accès à la côte, les Ashanti ont poursuivi leur victoire en pillant le peuple Ga côtier.

## Voir également
- Empire d'Ashanti
- Guerre Ashanti-Fanti
- Guerres anglo-ashanti
- Histoire du Ghana